# Frans Bogaerts
Frans Bogaerts (Tienen, 17 juni 1869 - Berlijn, 5 juni 1926) was een Belgisch advocaat, Vlaams activist en lid van de Raad van Vlaanderen.

## Levensloop
Bogaerts was advocaat aan het Hof van Cassatie in Brussel. Hij nam vroege contacten op met de hogere instanties bij de Duitse bezetter, langs zijn relaties met de Belgisch-Duitse advocaat Fritz Norden en de Duitse officier Hans Blunck. Hij hielp de Duitsers in het uitstippelen van wat de Flamenpolitik zou worden. De hoofdelementen die hij aanbeval waren: vernederlandsing van het openbaar leven in Vlaanderen, propaganda om de bevolking te overtuigen van de economische voordelen van een aansluiting bij het Duitse rijk, welwillende houding tegenover de clerus.
Hij werd lid van de Brusselse Vereniging van Vrienden der Vlaamsche Zaak en van het activistische Jong-Vlaanderen. Hij was bij de eersten die in februari 1917 lid werden van de Raad van Vlaanderen.
In november 1918 vluchtte hij naar Duitsland, terwijl hij in België tot twintig jaar gevangenis werd veroordeeld. Hij werkte in Berlijn bij de Rijksdienst voor vergoedingen van oorlogsschade. In december 1922 werd hij Duits staatsburger.